# Pimelodendron amboinicum
Pimelodendron amboinicum är en törelväxtart som beskrevs av Justus Carl Hasskarl. Pimelodendron amboinicum ingår i släktet Pimelodendron och familjen törelväxter. Inga underarter finns listade i Catalogue of Life.